# Ескалаплано
Ескалаплано (італ. Escalaplano, сард. Iscalepranu) — муніципалітет в Італії, у регіоні Сардинія,  провінція Кальярі.
Ескалаплано розташоване на відстані близько 370 км на південний захід від Рима, 50 км на північний схід від Кальярі.
Населення — 2213 осіб (2014).

## Демографія
Населення за роками:

Станом на 1 січня 2023 року в муніципалітеті офіційно проживало 7 іноземців з 4 країн, серед них 5 громадян країн Євросоюзу.

## Сусідні муніципалітети
- Баллао
- Естерцилі
- Гоні
- Орролі
- Пердаздефогу
- Сеуі
- Віллапутцу